# 愛を信じます
『愛を信じます』（あいをしんじます）は、韓国の公共放送局KBSで2011年に放送された全62話の連続テレビドラマである。脚本をチョ・ジョンソンが書き、イ・ジェサンが演出を担当した。この二人は、本作の前々年2009年に本作と同じく「KBS週末連続劇」として放送された『ソル薬局の息子たち』でそれぞれ脚本、演出を担当して、最高視聴率44%を記録する大ヒット作品を作っていた。本作『愛を信じます』は『ソル薬局の息子たち』の人気には及ばなかったが、それでも最高視聴率31%を記録した。
原題は "사랑을 믿어요"（サランウル ミドヨ）。意味は日本語題名どおり「愛を信じます」だが、この『愛を信じます』という題名「だけで敬遠するにはもったいない作品で…家庭の中でも外でもドラマが満載で…視聴後の満足度は高い」と、文筆家の藤脇邦夫は評している。
韓国では、2011年1月1日から7月31日まで毎週土曜と日曜の夜8時ごろから約1時間、7か月間に渡って放送された。
日本では、韓国での放送の終了から約2か月後の2011年10月から DVD の全巻セットの発売が開始され、翌年2012年2月に最終巻第6巻が発売された。DVD は日本語字幕付きだが日本語吹き替えはない。DVD はレンタルも出来る。KBS WorldとBSジャパンでは日本語字幕付きで放送された。

## 登場人物
キム・ヨンホ (김영호)
演 - ソン・ジェホ
高校の教頭。定年退職まで1年。
イ・ミギョン (이미경)
演 - ソヌ・ヨンニョ
ヨンホの妻。4人の子の母。
キム・ドンフン (김동훈)
演 - イ・ジェリョン
ヨンホとミギョンの息子、長男。
ソ・ヘジン (서혜진)
演 - パク・チュミ
ドンフンの妻。
ハン・スンウ (한승우)
演 - イ・サンウ
パリでヘジンに一目ぼれした青年。
キム・ヨンヒ (김영희)
演 - ムン・ジョンヒ
ヨンホとミギョンの娘、長女。ドラマの脚本家。
クォン・ギチャン (권기창)
演 - クォン・ヘヒョ
ヨンヒの夫。総合塾の講師で院長。
チェ・ユニ (최윤희)
演 - ファンウ・スルヘ
中学生のときに両親を交通事故で失っている。
キム・ミョンヒ (김명희)
演 - ハン・チェア
キム・スボン (김수봉)
演 - パク・イナン
ヨンホの弟。
ユン・ファヨン (윤화영)
演 - ユン・ミラ
スボンの妻。女優。
キム・ウジン (김우진)
演 - イ・ピルモ
スボンとファヨンの息子。
キム・チョルスク (김철숙)
演 - ハ・ジェスク
チャ・クィナム (차귀남)
演 - ナ・ムニ
ヨンホの母。
キム・ラニ (김란이)
演 - キム・ファンヒ
クォン・ジェヒョン (권재현)
演 - ユン・ホンビン
ヨンヒとギチャンの息子、長男。
クォン・ドゥヒョン (권두현)
演 - オ・ジェム
ヨンヒとギチャンの息子、二男。
クォン・ドゥヒ (권두희)
演 - キム・ダンニュル
ヨンヒとギチャンの息子、末っ子。
ヨンス (영수)
演 - イ・イルミン
チョ・ヨンウ (조영우)
演 - ソン・ヨン
カン・ヒョンス (강현수)
演 - ヨンフン
ペク・イルソプ (백일섭)
演 - ペク・イルソプ
アイドル・グループ RDM (아이돌 그룹 RDM)
演 - ハンジュン
アイドル・グループ RDM (아이돌 그룹 RDM)
演 - JERO (Lucky J)
アイドル・グループ RDM (아이돌 그룹 RDM)
演 - キム・ソヌン
ミンス (민수)
演 - チャン・ジュナク
酔客 (취객)
演 - リュ・ソンフン
パク・チャンシク (박창식)
演 - ミヌギ
ミノ (민호)
演 - ユ・ジャンニョン
精肉店主人 (정육점 주인)
演 - ホ・イング
ハン・サンボク (한상복)
演 - チェ・イルファ
ユン・ジス (윤지수)
演 - キム・ヘジン
ソン・ヒョンジュ (손현주)
演 - ソン・ヒョンジュ
キム・ウイジュン (김의중)
演 - イ・ハヌィ
キム・ウイスク (김의숙)
演 - チャン・ヨンナム
イ・ミニョン (이민영)
演 - イ・シユ